# Чад на летних Олимпийских играх 2000
Чад принимал участие в Летних Олимпийских играх 2000 года в Сиднее (Австралия) в восьмой раз за свою историю, но не завоевал ни одной медали. Страну представляли один мужчина и одна женщина, участвовавшие в турнире легкоатлетов.

## Лёгкая атлетика
Спортсменов — 2
Мужчины
| Спортсмен    | Вид  | Забег     | Забег | Четвертьфинал | Четвертьфинал | Полуфинал | Полуфинал | Финал     | Финал     |
| Спортсмен    | Вид  | Результат | Место | Результат     | Место         | Результат | Место     | Результат | Место     |
| ------------ | ---- | --------- | ----- | ------------- | ------------- | --------- | --------- | --------- | --------- |
| Муми Себерже | 100м | 11,00     | 7     | Не прошёл     | Не прошёл     | Не прошёл | Не прошёл | Не прошёл | Не прошёл |

Женщины
| Спортсмен       | Вид  | Забег     | Забег | Четвертьфинал | Четвертьфинал | Полуфинал | Полуфинал | Финал     | Финал     |           |           |
| Спортсмен       | Вид  | Результат | Место | Результат     | Место         | Результат | Место     | Результат | Место     |           |           |
| --------------- | ---- | --------- | ----- | ------------- | ------------- | --------- | --------- | --------- | --------- | --------- | --------- |
| Калтума Наджина | 200м | 23,81     | 7     | Не прошла     | Не прошла     | Не прошла | Не прошла | Не прошла | Не прошла |           |           |
| Калтума Наджина | 400м | 52,34     | 4     | 52,60         | 7             | Не прошла | Не прошла | Не прошла | Не прошла | Не прошла | Не прошла |